# William Cornelius Van Horne
William Cornelius Van Horne (Frankfort, 3 de fevereiro de 1843 – Montreal, 11 de setembro de 1915) foi um pioneiro americano na área de transporte ferroviário, mais conhecido pelo papel despenhado durante a construção da Canadian Pacific Railway.

## Biografia
Van Horne nasceu em Frankfort, Illinois, Estados Unidos. Quando tinha 8 anos de idade, a família mudou-se a Joliet, Illinois. Van Horne começou a trabalhar com ferrovias em 1857, trabalhando em diversos postos na Michigan Central Railway até 1864, quando mudou-se para a Chicago and Alton Railway, onde Van Horne serviu como o general super-intendente de 1878 até 1879. Em 1882, Van Horne foi nomeado o superintendente da Canadian Pacific Railway, e em 1884, o vice-presidente da empresa. Van Horne tornou-se presidente da Canadian Pacific Railway em 1888.
Van Horne considerava as ferrovias como um método integrado de comunicações e de transportes, e convenceu diretores e acionistas da empresa a criar um serviço de telégrafo que operaria junto com os serviços ferroviários.
Van Horne serviu como o reitor da Universidade McGill entre 1895 e 1915. Após sua morte, em Montreal, Quebec, um trem funerário da Canadian Pacific Railway levou seus restos mortais para Joliet, onde Van Horne foi enterrado no Cemitério de Oakwood.

## Legado
- Uma avenida em Toronto foi nomeada em honra a Van Horne.
- Uma via arterial primária foi nomeado Rue Van Horne, em Montreal.